# Seothyra fasciata
Seothyra fasciata är en spindelart som beskrevs av William Frederick Purcell 1904. Seothyra fasciata ingår i släktet Seothyra och familjen sammetsspindlar. Inga underarter finns listade i Catalogue of Life.